# Влас Степанович Луговцов
Влас Степанович Луговцов (ок. 1866 года р.) — отец академика Максима Луговцова

## Биография
Родился около 1866 года, в селе Кледневичи, Могилевской губернии. Мигрировал в город Юзовка (ныне Донецк) Екатеринославской губернии. Почти всю свою жизнь был работником доменного цеха Юзовского металлургического завода. Был женат на Синклитикие Тихоновне, происхождение которой сейчас неизвестно. Имел пять детей:
Александра Власовна Луговцова (18 ноября 1897 г. — 1978 г.)
Максим Власович Луговцов ( 11 мая 1885 г. — 7 июня 1956 г.)
Ефим Власович Луговцов ( 14 октября 1891 г. — ?)
Ефросиния Власовна Луговцова ( 5 ноября 1902 г. — ?)
1. ↑  Луговцов, Максим Власович // Википедия. — 2019-07-27.
2. ↑  Кледневичи // Википедия. — 2025-08-13.
3. ↑  Донецк // Википедия. — 2025-08-13.